# Histoire de l'animation coréenne
L'animation coréenne a du mal à se faire une place dans les mœurs de l'animation d'extrême-orient. Moins prolifique en ce domaine que son voisin de l'Est le Japon, la Corée du Sud se spécialise cependant dans le sous-traitement de dessins animés américains ou japonais, domaine dans lequel elle a une clientèle grandissante. La Corée du Nord est également un sous-traitant important pour les studios occidentaux d'animation. Le Studios SEK est un studio nord-coréen, spécialisé dans la sous-traitance de l'animation, ayant participé à différents films réalisés par des studios de  France ou des États-Unis.
Contrairement au Japon, elle n'adapte que très rarement ses propres manhwas. En outre, l'animation est perçue comme destinée à un public d'enfants.

## Titres d'animation coréenne
- Uni-mini pet (2001)
- Aachi & Ssipak (film)
- Africa a.F.r.I.c.A
- Les Aventuriers du système solaire (film mêlant animation et scènes en prises de vue réelles)
- BASToF Syndrome (série)
- Le Capitaine Cosmos (film)
- Cours, Annie cours (série)
- Bubble Bubble Cook
- Le Crépuscule de la liberté (film)
- Cubix (série d'animation 3D)
- Doggie Poo (court-métrage, animation de pâte à modeler)
- L'Impératrice Chung
- Kkachi (série)
- Lee Yongshim (série)
- Mangchi: Hammer Boy (film)
- Mari Iyagi (film)
- Oseam (film)
- Robot Taekwon V
- Les Transformeurs de l'espace (film)
- Wonderful Days (film)
- Yeu woo bi
- The Satellite Girl and Milk Cow (long métrage 2014)

## Exemples de dessins animés étrangers sous-traités
- Æon Flux
- Naruto
- Paranoia Agent
- Princesse Mononoké
- Le Royaume des chats
- Samouraï Jack
- Les Simpson
- Teen Titans
- Phinéas et Ferb